# Mihály László Barna
Mihály László Barna (Cs. Mihály, Cs. Mihály L. Barna, álnevén Pasquino; Székelyudvarhely, 1902. december 29. – Budapest, 1977. július 5.) magyar költő, regényíró, közíró, újságíró. Jánossy Margit írónő férje.

## Élete és munkássága
Mihály János és Lakatos Mária fia. Középiskolai tanulmányait szülővárosa Római Katolikus Gimnáziumában végezte, majd 1930-ban a budapesti Pázmány Péter Tudományegyetemen szerzett magyar-történelem szakos tanári diplomát. Az Ifjú Erdély, Pásztortűz, Vasárnap, Dacia, Délkelet, Erdélyi Helikon, Erdélyi Szemle és Ellenzék munkatársa volt. A Tizenegyek antológiája egyik szerzője. Írásait katolikus erkölcsi irányzat, valamint a székely szülőföld iránt érzett mély szeretet és honvágy jellemzi. 
A második világháború idején olaszországi sajtótudósítóként dolgozott. 
1945-től 1949-ig a budapesti Fővárosi Szabó Ervin Könyvtár munkatársa, majd elbocsátása után segédmunkás volt. 1962-től haláláig az Akadémiai Kiadónál dolgozott.

## Kötetei
- Áldozat a jövőért (színmű, Székelyudvarhely, 1920)
- Hóvirágok (versek, Kolozsvár, 1923)
- Hazavágyom! (versek, Budapest, 1926)
- A végtelen felé (Csíkszereda, 1927)
- Öröktűz (versek, Csíkszereda, 1928)
- Új harcos székely nép (színmű, Budapest, 1928)
- Keleten pirkad (Csíkszereda, 1930)
- Tavaszi vihar (regény, Kolozsvár, 1933)
- Lármafa Csíkország felett. Versek; Szvoboda Ny., Csíkszereda, 1934
- Bíbor hajnalon (versek, Arad, 1935)
- Költő, ne félj!  Válogatott költemények. 1926–1936; Vajna, Bp., 1936
- Bomlik az ős (Kolozsvár, 1936)
- Tengeri tündér (történelmi regény, Kolozsvár, 1937)
- Búg a Bálványos (Kolozsvár, 1937)
- Fenyő a hegytetőn (Kolozsvár, 1938)
- A lélek ha sikolt (Kolozsvár, 1938)
- A vágyak sírásója. Versek; Tip. Victoria, Cluj, 1939
- Presente! Olaszok a magyar igazságért; Magyar Nemzeti Szövetség, Budapest, 1940